# Adas
Adas são um subgrupo dos adambes que habitam as planícies de Acra e os inselbergues do sudeste do Gana. São sobretudo fazendeiros. Segundo estimado em 1999, há 150 000 adas.